# Pereyaslavets
Pereyaslavets (en eslavo oriental: Переяславец) o Preslavets (en búlgaro: Преславец) fue una ciudad comercial situada en la desembocadura del Danubio. El nombre de la ciudad se deriva de la capital búlgara de la época, Preslav, y significa "pequeña Preslav" (en griego: Μικρᾶ Πρεσθλάβα).
Fue un próspero centro comercial del Primer Imperio Búlgaro, que fue capturado por el príncipe Sviatoslav de la Rus de Kiev en 968. Durante la ausencia de Sviatoslav en la ciudad tras la Batalla de Kiev (968), parte de los ciudadanos se sublevaron y abrieron las puertas a las fuerzas búlgaras. Según Vasili Tatíschev, el gobernador de Sviatoslav Volk logró escapar.
A su regreso a Bulgaria, Sviatoslav rápidamente reprimió la rebelión y, para disgusto de su madre y familiares, trasladó la capital de Kiev a Pereyaslavets. Según la Crónica de Néstor (se registró en el año 969), Sviatoslav explicó a sus cortesanos que iba a Pereyaslavets, porque el centro de sus tierras, "abundan todas las riquezas: oro, sedas, vino, varios frutos de Grecia, plata, corceles de Hungría y Bohemia y cera, miel y esclavos de la Rus ". Dos años más tarde, la ciudad cayó en manos de los bizantinos, que habían lanzado su propia invasión de Bulgaria.
Las excavaciones han identificado Pereyaslavets con el pueblo de Nufăru, Rumania (conocido como Prislav hasta 1968), en la rama Sfântu Gheorghe del Danubio, a solo 11 km al este de Tulcea.